# Bagdad
För andra betydelser, se Bagdad (olika betydelser).
Bagdad (arabiska: بَغْدَاد, Baghdād) är Iraks huvudstad. Centrala Bagdad har lite mer än 6 miljoner invånare och är belägen i centrala Irak vid floden Tigris. Bagdad med omgivning är en av landets provinser, Bagdad (provins), och beräknades ha drygt 7 miljoner invånare 2011, på en yta av 4 843 km². Bagdad är en av Mellanösterns största städer, efter Kairo, Teheran och Istanbul. Den är Iraks ekonomiska nav med en stor del av landets näringsliv – främst oljeindustri, men även en betydande tillverkning av bland annat mattor, läder, textilier och cement. Bagdad är också ett kulturellt och intellektuellt centrum med tre universitet och ett flertal museer.

## Etymologi
Det finns det olika förslag om dess specifika etymologi. Det mest pålitliga förslaget är att namnet är av medelpersiskt ursprung och består av orden Baga (Gud) och dād (given), vilket kan översättas till gudagåva eller Guds gåva. På både arabiska och modern persiska heter staden Baġdād. Ett annat trovärdigt förslag är att namnet kommer från medelpersiskans Bāgh-dād (den givna trädgården).

## Historia

### Förhistoria

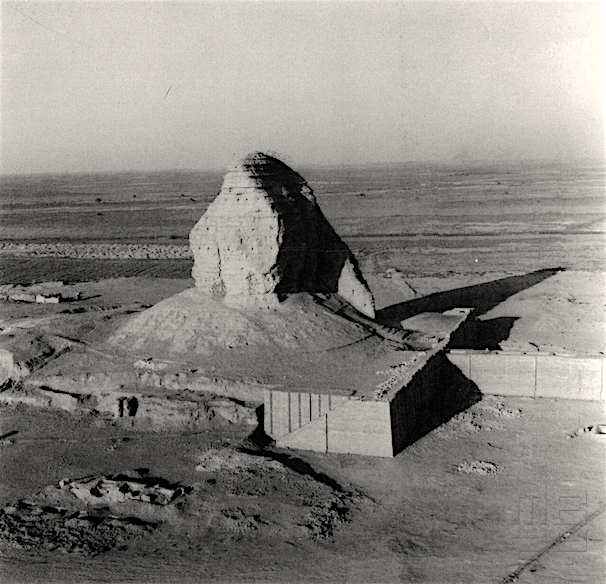
Ziggurat i Aqarquf, Bagdad, 1960

Jordbruket uppstod för cirka 12 000 år sedan i områden runt floder som gjorde marken bördig. Ett av dessa områden var Mesopotamien, vilket är grekiska och betyder "Landet mellan två floder", Eufrat och Tigris.
På de bördiga slätterna odlades främst vete, korn och andra livsmedel. Befolkningen ökade och städer anlades, bland andra Ur, Nineve och Babylon där endast ruiner återstår, Jeriko, Aleppo. Men i slutet av bronsåldern 3500–1100 f.Kr blev klimatet kallare. I kombination med kallare klimat och försaltning av jorden kunde spannmål inte längre odlas. Följden blev hungersnöd och folk flydde från städerna och återgick till ett nomadliv. I Mesopotamien efterträddes Sumererna av Babylonierna, 2000–539 f.Kr.
I Persien förenades två stora riken under Kyros II och härskade över världens största imperium, mellan 559 och 530 f.Kr. I västra delen av Persien bildades sedan Parterriket med huvudstad Ktesifon som låg vid Tigris. Ktesifon anses vara dåtidens största stad och riket varade till 226 e.Kr. Den sista dynastin i Persien var Sasaniderna. Deras rike sträckte sig i väster till floden Eufrats övre lopp, där många krig utkämpades mot det Romerska riket.

### Bagdad grundas

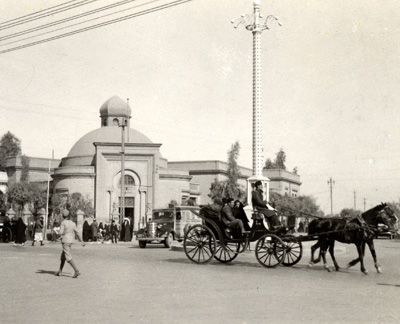
Baghdad cirka 1930.

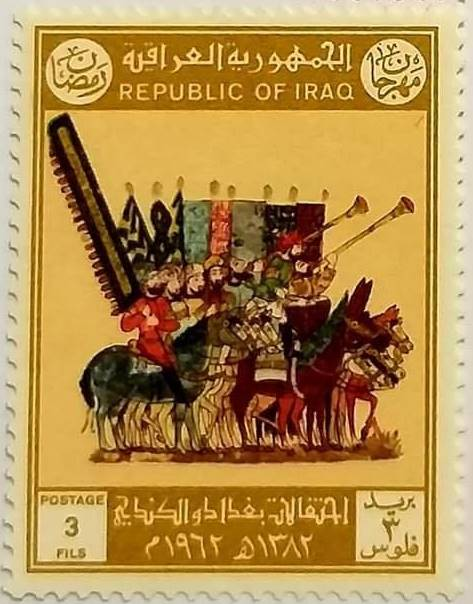
Ett irakiskt frimärke, utfärdat 1962 i anledning av årtusendet av grundandet av staden Bagdad och till minne av filosofen Yaqoub bin Ishaq al-Kindi

Det Abbasidiska kalifatet grundades år 750 av Abu al-Abbas as-Saffah. Kalifens bror Abu Jafar al-Mansur byggde huvudstaden vid en kristen by vid floden Tigris år 762. Kalifen deltog aktivt i planläggningen. Staden skulle vara rund med tre koncentriska murar och en vallgrav runt den yttersta muren. Mellan den mellersta och den innersta muren byggdes butiker och boningshus för handelsmän och tjänstemän. Innanför den innersta muren skulle den styrande eliten bo och i centrum låg kalifens palats och den stora moskén.
Bagdad var den största staden i världen under större delen av abbasidernas styre under den islamiska guldåldern, med en befolkning som uppskattats till mer än en miljon människor. Staden Bagdad nådde sin höjdpunkt under den femte abbasidiska kalifens era, Harun al-Rashid, och förknippades med hans namn i sagoberättelserna Tusen och en natt, där den blev huvudstad i den antika världen. Den förlorade denna status sedan 1258 när den erövrades av mongolerna och tatarerna.

## Stagnation och invasioner (1100-talet till 1700-talet)
Runt 1100-talet var stadens population mellan 300 000 och 500 000. Bagdads tillväxt stannade av på grund av problem inom kalifatet, däribland att huvudstaden flyttades till Samarra under 800-talet, förlusten av västliga och östliga provinser samt perioder av politiska dominans från Irans och Turkiet. Trots detta fortsatte Bagdad att vara islams kulturella och kommersiella nav ända till 10 februari 1258, då det skövlades av mongolerna under Hulagu Khan. Mongolerna erbjöd som vanligt stadens säkerhet mot att man överlämnade styrelse och rikedomar men kalifen vägrade. Detta resulterade i att staden förstördes, dess invånare massakrerades och kanalsystemet för bevattning gjordes obrukbart. Massakern i Bagdad ändade abbasidernas kalifat, ett slag från vilket den islamska civilisationen ännu inte till fullo återhämtat sig.
År 1401 förstördes staden av Timur Lenk. Osmanerna erövrade Bagdad 1534 och behöll staden till första världskriget då den erövrades av britterna. Bahá'u'lláh, grundaren av bahá'í-religionen tillkännagav sin mission i Bagdad under perioden 21 april till 2 maj år 1863. Det är en pilgrimsort för bahá'íer. Staden blev Iraks huvudstad vid landets självständighet 1932.

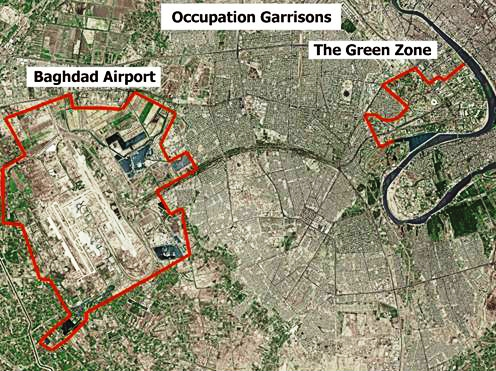
Särskilt bevakade områden: flygplatsen och den gröna zonen.

## Bagdad under Irakkriget
Bagdad blev kraftigt bombat i mars och april 2003, då Irakkriget startade. Den 7–9 april erövrade de amerikanska trupperna staden. Omfattande plundringar ägde rum i krigets spår. Övergångsregeringen etablerade den så kallade gröna zonen, ett tio kvadratkilometer stort område i centrala Bagdad. Zonen omfattar det gamla regeringskvarteret och flera av Saddam Husseins palats, samt många av de större hotellen. Den är inhägnad och omsorgsfullt bevakad. Trots det lyckades en självmordsbombare ta sig in i zonen den 12 april 2007. Sprängladdningen som detonerade i en av parlamentets lunchrestauranger dödade åtminstone åtta människor och skadade ett 20-tal. Det har blivit mycket farligt att som turist eller invånare röra sig i Bagdad på grund av de ofta förekommande bombningarna, skottlossningarna och kidnappningarna. Allt sedan 2003 har det inträffat sprängattentat så gott som dagligen. Oroligheterna efter kriget har sargat byggnader och infrastruktur svårt.

## Geografi och klimat

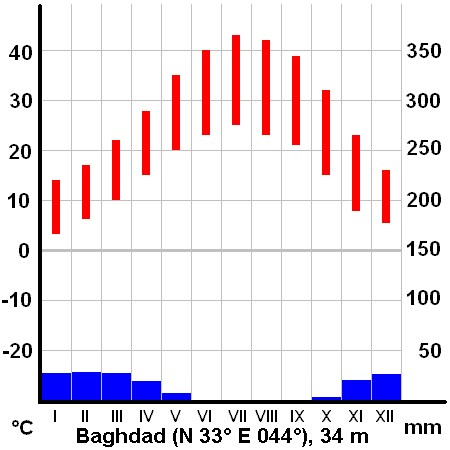
Medeltemperatur (röd) och genomsnittlig nederbörd (blå)

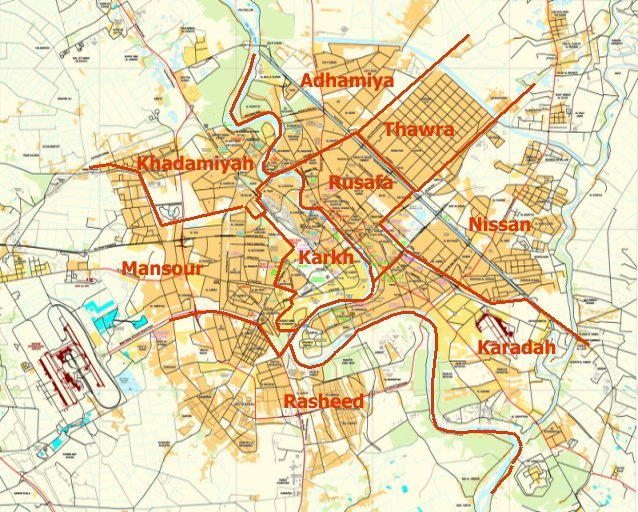
Distrikt i Bagdad

Bagdad ligger på en stor slätt som delas på mitten av floden Tigris. Den östra halvan av staden kallas "Risafa" och den västra kallas "Karkh". Marken staden är byggd på är lerig och alluvial på grund av att floden ofta svämmar över.
Bagdad är en av världens varmaste städer. Staden har korta, milda och regniga vintrar samt väldigt heta och långa somrar, som varar över ett halvår. Under sommarmånaderna (juni–augusti) ligger medeltemperaturen på cirka 44 °C. Temperaturer på över 50 °C i skuggan har uppmätts och under natten sjunker temperaturen sällan under 24 °C. Under vintern (december–februari) ligger medeltemperaturen på behagliga 15 till 16 °C. Minimitemperaturen kan dock vara ganska låg, i januari kring 4 °C.
Sommartid faller extremt lite regn. Luftfuktigheten är generellt låg på grund av stadens långa avstånd (mer än 50 mil) från närmaste stora vatten Persiska viken. Den största mängden nederbörd kommer från november till mars. Totalt brukar nederbörden uppgå till omkring 140 millimeter om året.

## Större områden
- Adhamiyah: Sunnimajoritet, mindre shiitisk närvaro.[6]
- Al-Kadhimya: Shiitmajoritet
- Karrada: Shiitmajoritet, mindre kristen närvaro
- Al-Jadriya-området: Blandat område
- Al-Arrasat: Blandat område
- Al-Mansour: Blandat område
- Zayouna: Blandat bostadsområde
- Dora: Sunnimajoritet, blandat område, kristen närvaro
- Sadrstaden: Nästan uteslutande shiiter
- Hurriya-staden: Shiitisk majoritet med sunninärvaro.
- Baghdad Al-Jadida (Nya Bagdad): Shiitisk majoritet med kristen närvaro
- Al-Sa'adoon-området: Blandat område
- Bab Al-Moatham: Sunnimajoritet med shiitisk närvaro
- Bab Al-Sharqi: Blandat område
- Al-Baya': Blandat område
- Al-Saydiya: Blandat område
- Al-A'amiriya: Blandat område
- Al-Ameerat: Blandat område

## Kultur
Bagdad har alltid spelat en viktig roll i det arabiska kulturella livet och många författare, musiker och bildkonstnärer kommer härifrån.

### Språk
Den arabiska dialekt som talas i Bagdad skiljer sig från språket i andra större städer i Irak. Det finns fler karakteristiska drag av nomadarabisk dialekt (Verseegh, Det arabiska språket).

### Idrott
Flera av Iraks fotbollslag kommer från Bagdad – de mest namnkunniga är Al-Quwa Al-Jawiya (flygvapnet), Al-Zawraa och Al Shurta (polisen), samt Al Talaba (studenter). Största stadion är Al-Shaab Stadium som invigdes 1966 med plats för 45 000 åskådare.
Ända sedan första världskriget har staden också en stark tradition av hästkapplöpning. De går under det förenklade namnet löpning.

### Institutioner
Några av de viktigare kulturella institutionerna i staden är:
- Irakiska nationalorkestern – Repetitioner och framföranden avbröts en kortare period under Irakkriget, men har sedan dess återgått till det normala.
- Iraks nationalteater – Teatrarna plundrades under invasionen av Irak 2003, men man försöker nu återställa dem[7]

Teaterscenen fick ett uppsving under 1990-talet när FN-sanktioner begränsade importen av utländska filmer. Uppemot 30 biografer gjordes om till scener där en rad olika produktioner såsom komedi och drama framförs. Musikakademin, Konstakademin och Musik och Balettskola är tre institutioner som erbjuder kulturutbildningar. I Bagdad finns också ett antal museer som förfogar över arkeologiska artefakter; många av dessa blev dock stulna när museerna plundrades under det kaos som följde efter USA:s invasion. Under ockupationen av Irak 2003 sände AFN Iraq ("Freedom Radio") nyheter och underhållning i Bagdad och andra platser.